# الوادي الملون
الوادي الملون أو الأخدود الملون عبارة عن متاهة من الصخور الرملية المصبغة بالألوان الأصفر والأرجواني والأحمر والذهبي، ويصل ارتفاعها في بعض الأماكن ما بين 40 إلى 80 مترًا. ويُعد أحد العجائب الطبيعية في محمية طابا بسيناء. ويقع على بعد 90 كم من شمال دهب، فيما تُعد نويبع هي المدينة الآقرب له، حيث يقع على بعد حوالى 3 كم منها. ويتكون الوادى من صخور ملونة على شكل منحدرات تشبه مجرى نهر جاف، ويبلغ طوله حوالي 800 مترًا، وقد تشكل هذا الوادي بفعل مياه الأمطار والسيول الشتوية وعروق الأملاح المعدنية، التي حُفرت لها قنوات وسط الجبال بعد أن ظلت تتدفق لمئات السنين.

## التسمية
يرجع سبب تسمية الوادي الملون بهذا الاسم بفضل ظلال الألوان التي تكسو جدرانه، مع عروق الأملاح المعدنية التي ترسم خطوطًا على أحجاره الرملية والجيرية وتضفي عليها ألوانًا قرمزية وبرتقالية وفضية وذهبية وأرجوانية وحمراء وصفراء.